# Tierras áridas

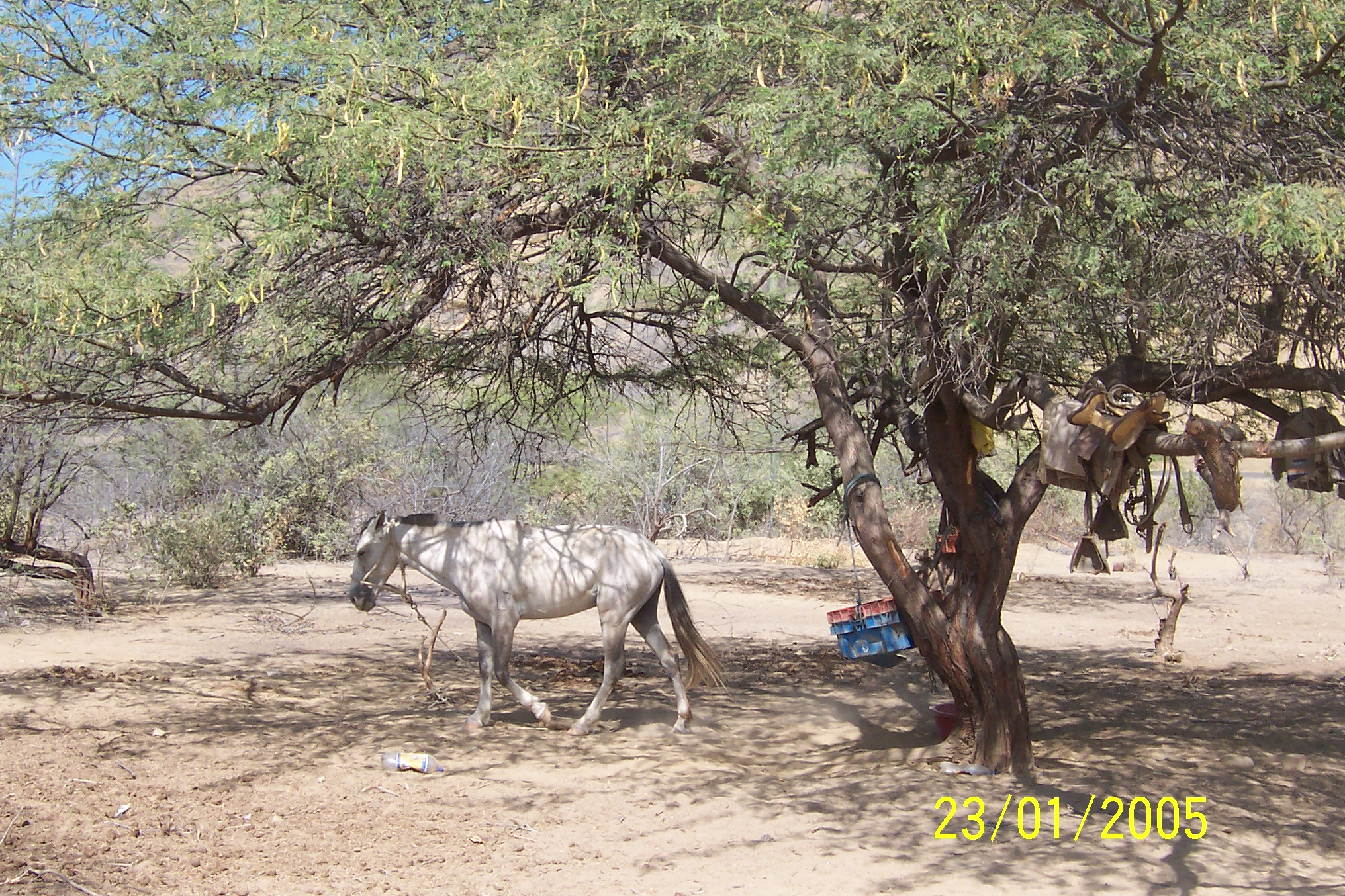
Paisaje típico de una zona con precipitación anual inferior a 100 mm, y presencia de un manto freático débil en la costa del norte del Perú.

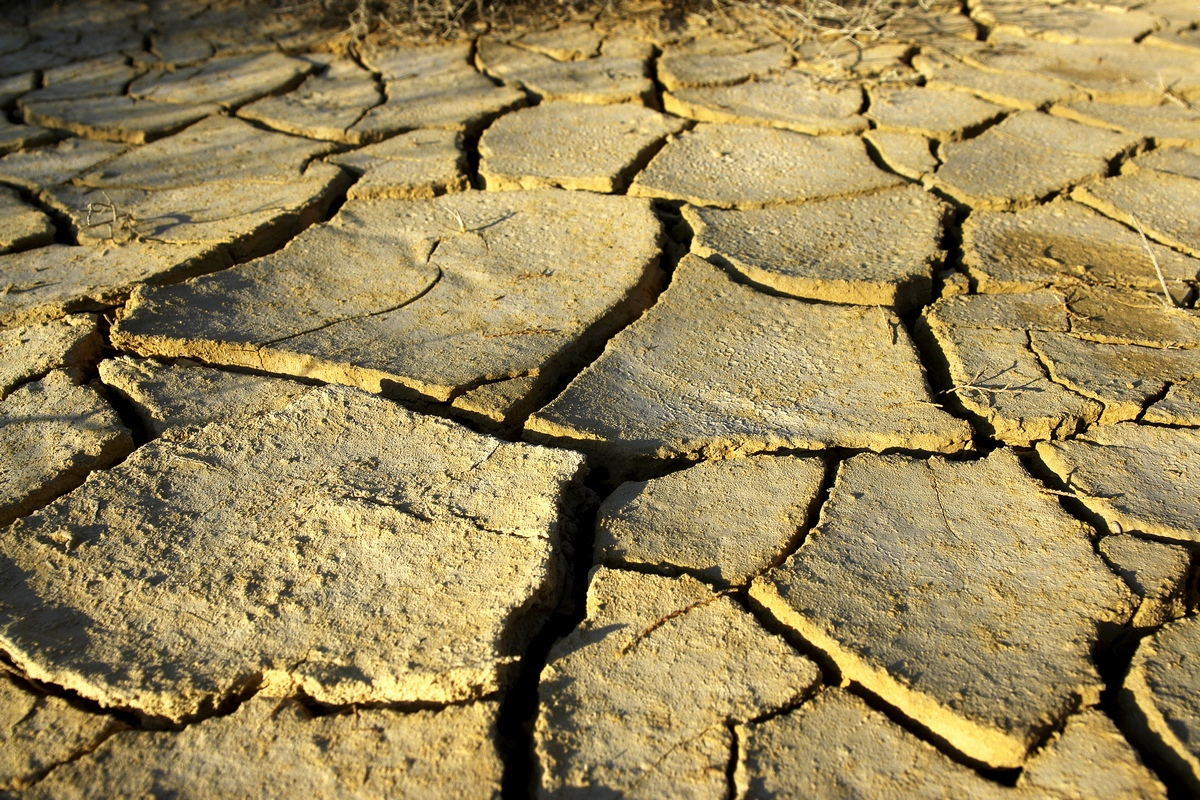
Tierra árida.

Las tierras áridas se definen por la escasez de agua. Son zonas donde las precipitaciones se ven contrarrestadas con la evaporación de agua de las superficies y la transpiración de las plantas (evapotranspiración). El Programa de las Naciones Unidas para el Medio Ambiente define las tierras áridas como áreas de clima tropical y clima templado con un índice de aridez menor de 0.65. Pueden dividirse en 4 tipos:
- Tierras subhúmedas áridas
- Tierras semiáridas
- Tierras áridas
- Tierras hiper áridas

Algunas autoridades consideran las tierras hiper áridas como desiertos (Convención de las Naciones Unidas de Lucha contra la Desertificación - UNCCD en inglés) aunque algunos desiertos contienen zonas tanto de clima hiper árido como árido. La UNCCD excluye las zonas hiper áridas de su definición de tierras áridas.
Las tierras áridas suponen un 41.3% de la superficie de la Tierra, incluyendo un 15% de Latinoamérica, el 66% de África, el 40% de Asia y el 24% de Europa. La mayor parte de las tierras áridas están en países en vías de desarrollo (72%), además de casi la totalidad de las tierras hiper áridas. Aun así, los Estados Unidos, Australia y algunos países del sur de Europa también contienen tierras áridas en proporción significativa.
Las tierras áridas son estructuras complejas cuyas características y propiedades evolucionan y dependen de la interacción entre el clima, el terreno y la vegetación.

## Biodiversidad
La supervivencia de millones de personas en países subdesarrollados depende en gran medida de la biodiversidad de sus tierras áridas para asegurar el suministro de alimentos y su bienestar. Las tierras áridas, al contrario que biomas más húmedos, dependen principalmente de la escorrentía para la redistribución de agua y casi toda esta redistribución se produce en la superficie.
El estilo de vida de los habitantes de tierras áridas proporciona beneficios globales que contribuyen a frenar el cambio climático, tales como extracción de dióxino de carbono y conservación de especies.
La biodiversidad de las tierras áridas es fundamental para asegurar el desarrollo sostenible. En La Conferencia de Desarrollo Sostenible de Naciones Unidas celebrada en Río de Janeiro (Brasil) del 20 al 22 de junio de 2012, se incide en el valor intrínseco de la biodiversidad y se reconoce la gravedad de la pérdida de la misma junto a la degradación ambiental.